# Senato dell'Arizona
Il Senato dell'Arizona è la camera alta della Legislatura statale dell'Arizona. L’altra è la Camera dei rappresentanti.